# Auflösung (Verslehre)
Als Auflösung wird in der quantitierenden antiken Metrik die Ersetzung einer langen Silbe (—) durch zwei kurze Silben (◡◡) bezeichnet (siehe Quantität). Auf diese Weise entsteht zum Beispiel aus einem Jambus (◡—) oder einem Trochäus (—◡) ein Tribrachys (◡◡◡).